# Luciano del Castillo
Luciano del Castillo (Palermo, 1960) es un fotógrafo y periodista italiano.

## Biografía
Comenzó en 1980 como fotógrafo en Palermo para el periódico “L’Ora” y para la agencia "Informazione Fotografica" de Letizia Battaglia y Franco Zecchin. En 1987, él trabajó para la agencia "Action Press" en Hamburgo sobre los acontecimientos en el Europa Oriental: Rumania, Polonia, Hungría, Yugoslavia. En 1986 y 1994 a 1996 por los dossiers monográficos de actualidad de televisión catalana TV3. 
En Roma, en 1994, trabaja para el Corriere della Sera, La Repubblica, Il Messaggero, La Stampa, L'Unità, Avvenire, Panorama, L'Espresso (donde en 2005 publicó los informes de Nasiriya “Brigata Combat Camera”), Famiglia Cristiana, Diario (donde en 2002 publicó un dossier sobre los riesgos de reportero de guerra), Avvenimenti y para agencia ANSA, Associated Press, The Boston Globe, The Guardian, The Washington Post, International Herald Tribune, El País, La Vanguardia, El Tiempo, El Mundo (España), The Australian, Der Spiegel. 
En abril de 2002, fue el orador en la conferencia sobre "El papel de la información en zonas de guerra, organizado en Turín por la "Fundación de la fotografía italiana".
Desde 2002 hasta 2005, trabajó principalmente en zonas de conflicto y crisis, y por la Protección Civil italiana, Departamento de ejercicios y misiones de emergencia en los países afectados por desastres naturales y por el Ministerio de Defensa.
Trabaja con la Universidad de Roma III, y cursos de información del Ministerio de Defensa en colaboración con la Federación Nacional de la prensa italiana. En 2008 colaboró en la fundación de la revista de fotografía de Palestina "Wameed"  
Trabaja para la Agencia ANSA.

## Exposiciones de fotografía
- Dalla luna al vento (ver lagazzettanizzena.it),  Biblioteca escolástica Instituto ITCG Mario Rapisardi, Febrero 2015, Caltanissetta
- Ventanas , (ver fototecadecuba.com), Noviembre Fotográfico, Casa del Alba Cultural, noviembre de 2013, La Habana, Cuba
- Microcosmos, XV semana de la cultura italiana en Cuba (ver ansa.it), (ver amblavana.esteri.it) , ,  Archivado el 2 de abril de 2015 en Wayback Machine. 26 de noviembre - 2 de diciembre de 2012, La Habana, Cuba
- Se la guerra è civile (ver repubblica.it), (ver ecodisicilia.com), febrero de 2010, Palermo
- I volti della crisi (ver regione.toscana.it) (enlace roto disponible en Internet Archive; véase el historial, la primera versión y la última). agosto de 2009, Marciana Marina, Isola d'Elba
- Con il cuore negli occhi, Reggio Photo Fest, 2008, (ver repubblica.it)
- Suggestioni, Fotografía Festival di Roma (ver edizioni.fotografiafestival.it), mayo – junio de 2007, Roma
- Danni collaterali (ver corriere.it), marzo de 2007, Roma
- A proposito di Est, Fotografía Festival di Roma (ver edizioni.fotografiafestival.it), abril de 2005, Roma
- Grida Silenziose Tsunami en Sri Lanka, Provincia di Roma, enero – febrero de 2005

## Publicaciones
- Dalla luna al vento, donne nelle fotografie di Luciano del Castillo, Luciano del Castillo  (ver Tempesta editore), (ver Ansa.it), (ver repubblica.it). 2014
- Nord Meridiano,  Francesco De Filippo, Maria Frega (ver Editori Internazionali Riuniti), 2014
- Poesía escondida - La Habana - Cuba, Luciano del Castillo  (ver Tempesta editore) (enlace roto disponible en Internet Archive; véase el historial, la primera versión y la última)., (ver Ansa.it), (ver fotoup.net), (www.amblavana.esteri.it) Archivado el 9 de marzo de 2013 en Wayback Machine., 2012
- Eccellenza italiana,  Cristina Palumbo Crocco (ver rubbettinoeditore.it), 2012
- La città cosmopolita. 1 Geografie dell'ascolto, Vincenzo Guarrasi (ver palumboeditore.it), 2012
- Don Vito. Le relazioni segrete tra Stato e mafia nel racconto di un testimone d'eccezione, Massimo Ciancimino e Francesco la Licata,  (ver lafeltrinelli.it), 2010
- Foto de la portada: Еще один круг на карусели Un altro giro di giostra (ver slovo-online.ru), Tiziano Terzani, edición en ruso, Slovo Publisher, Moscú, 2009
- Sri Lanka, declaración (ver protezionecivile.it), publicado por el Departamento de la Protección Civil italiana, 2008
- Il cinema e il caso Moro, Francesco Ventura Ed. Le Mani-Microart'S, 2008
- Informe sobre las actividades internacionales 2002-2006 (ver protezionecivile.it), publicado por el Departamento de la Protección Civil italiana,, 2006
- Pope Pius XII and the Holocaust, John Roth, Carol Rittner, Ed. Continuum, 2004
- Il cammino dei movimenti. Da Seattle a Porto Alegre 2003 ai cento milioni in piazza per la pace (ver www.intramoenia.it), AA. VV. Editor Carta Intra Moenia, 2003
- Genova. Il Libro Bianco, Editor Genoa Social Forum junto con "L'Unità", "Liberazione", il manifesto, 2001
- Foto de la portada: El último nazi (Priebke de la Argentina a Italia juicio a medio siglo de historia) (ver abebooks.com), Elena Llorente e Martino Rigacci, Editorial Sudamericana, Barcellona, 1998
- Foto de la portada: Curzi: il mestiere di giornalista, una conversazione (ver worldcat.org), Pierluigi Diaco e Alessandro Curzi, Transeuropa Editor 1995;
- Foto de la portada: Una vita, una speranza: Antonino Caponnetto (ver bonannoeditore.com), Pierluigi Diaco e Roberto Pavone, Bonanno editor 1993
- Foto de la portada: Editoriali (ver bonannoeditore.com), Pierluigi Diaco e Alessandro Curzi, Bonanno editor 1993
- Foto de la portada: L'Italia degli anni di fango (ver ibs.it), Indro Montanelli, Mario Cervi, Rizzoli 1993